# Kumbatti, Hosanagara
Kumbatti là một làng thuộc tehsil Hosanagara, huyện Shimoga, bang Karnataka, Ấn Độ.